# Flyboard Air

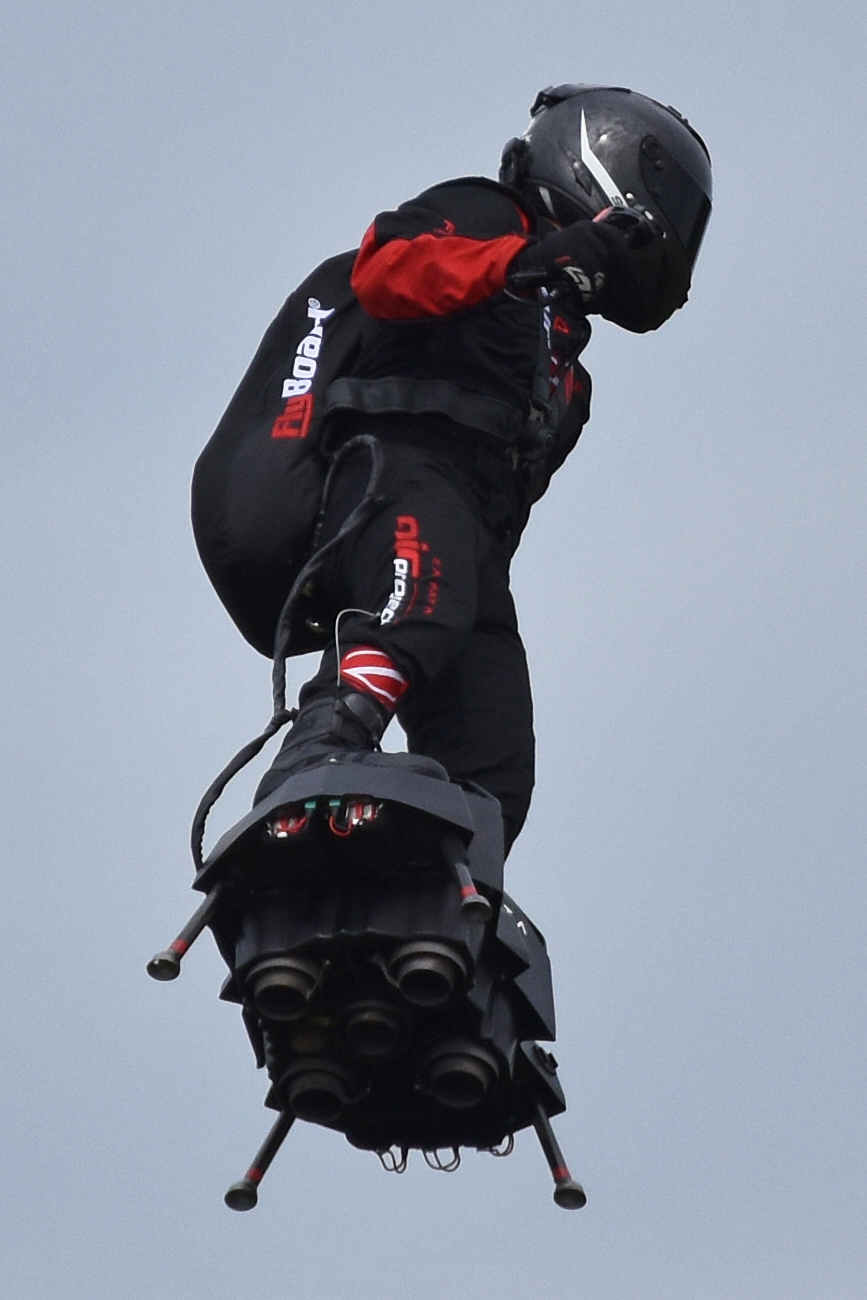
Flyboard Air

Flyboard Air je typem vznášedla pro jednu osobu poháněného plynovými turbínami. Vynalezl a sestrojil jej v roce 2019 40letý francouzský šampion v závodech na vodním skútru Franky Zapa, který na něm 4. srpna 2019 také přeletěl kanál La Manche. Vzdálenost 35 kilometrů překonal během 22 minut a během letu vyvinul rychlost 177 km/h. Zapa uvedl, že pracuje také na létajícím automobilu.